# (850) Altona
(850) Altona ist ein Asteroid des Hauptgürtels, der am 27. März 1916 vom russischen Astronomen Sergej Ivanovich Beljavski am Krim-Observatorium in Simejis entdeckt wurde.
Benannt ist der Asteroid nach dem Hamburger Stadtteil und Standort der Sternwarte, an welchem Heinrich Christian Schumacher 1821 mit der Publikation der Astronomischen Nachrichten begann.